# ساندرا أشومس
ساندرا أشومس (بالإنجليزية: Sandra Achums)‏، هي مُمثلة وشخصية تلفزيونية نيجيرية.

## طفولتها ومسارها التعليمي
وُلدت ساندرا أشومس يوم 19 نوفمبر 1967 في ولاية إيمو جنوب شرق نيجيريا. وقد تلقت تعليمها الابتدائي والثانوي والعالي في ولاية لاغوس.

## حياتها الشخصية
انتقلت ساندرا أشومس سنة 2006 للعيش في ألمانيا، وهي تعيش هُناك حاليا رُفقة أبنائها وزوجها توني.

## روابط خارجية
- ساندرا أشومس على موقع IMDb (الإنجليزية)